# サップ

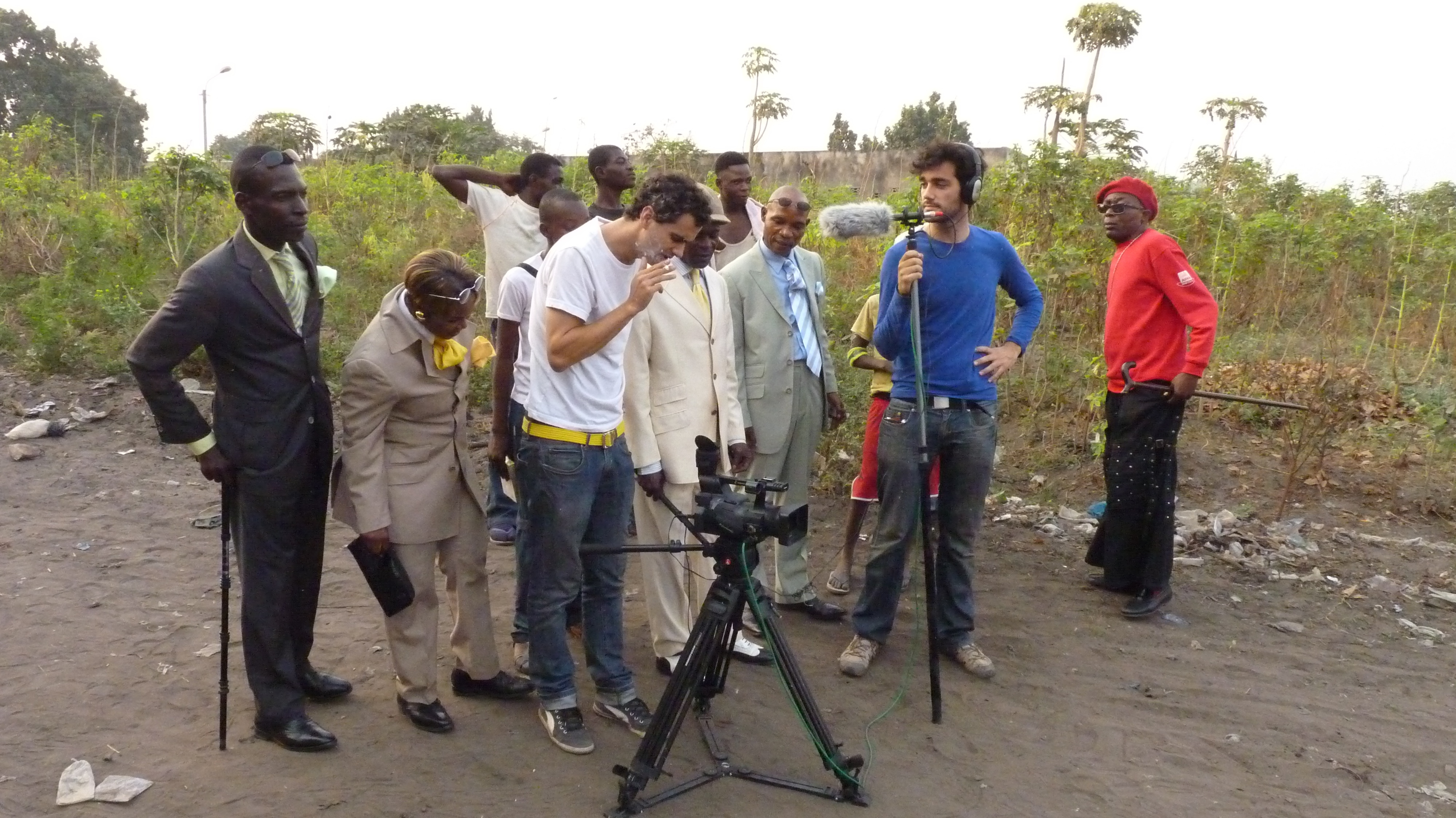
サップ

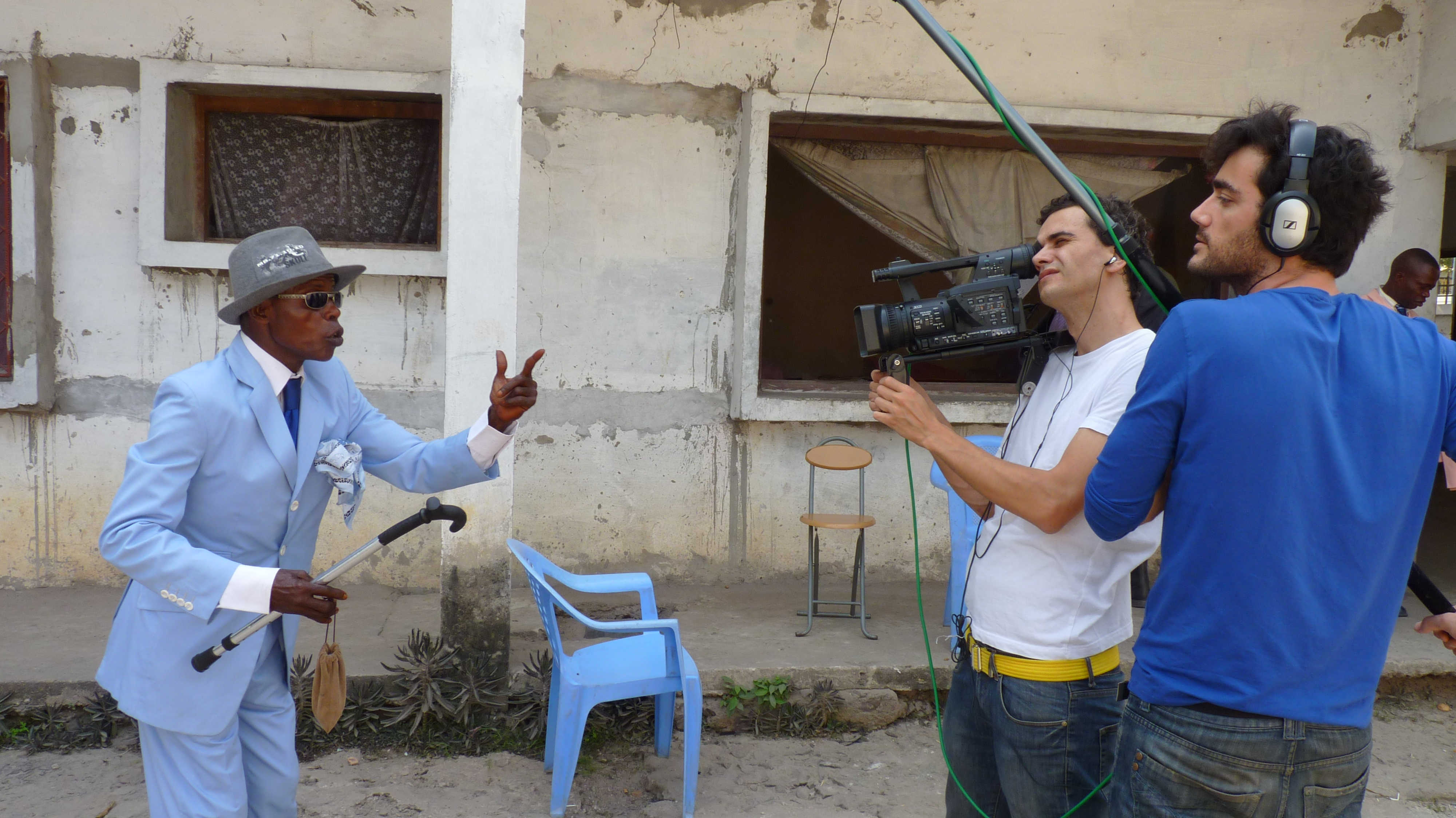

サップ（SAPE 仏: Société des ambianceurs et des personnes élégantes の頭字語）は、コンゴ共和国およびコンゴ民主共和国においてみられるファッションの一種である。サップを楽しむ人々は、男性の場合はサペーまたはサプール（仏: Sapeur）、女性の場合はサプーズ（仏: Sapeuse）と呼ばれる。

## 概要
サップ（SAPE）は原語のフランス語で「Société des ambianceurs et des personnes élégantes」の頭文字をつないであり、日本語の対訳は「おしゃれで優雅な紳士協会」や「エレガントで愉快な仲間たちの会」など複数がある。一年中、気温30度を越す常夏の両コンゴにおいて1950年代から1960年代のパリ紳士の盛装に身を包み、街中を闊歩するスタイルのことである。高級ブランドのスーツをまとい、帽子と葉巻やパイプ、ステッキときには日傘などの小道具をあしらい、耳目を集めるべくダンスを思わせるような独特の思い思いのステップで街を練り歩く。タキシードにシルクハットなどの正装もあり、中にはタータンキルトを着用する者もいる。
サップには、コーディネートに3色より多く使ってはいけないという鉄則がある。このため、シンプルな色の組み合わせの中でいかに自らをかっこよく見せるかが求められる。サプールたちには貧しい者も多いが、彼らは月収の数ヵ月分する1着のブランドスーツを買い込み、風を切って街を歩く。
起源を求めるなら、1920年代のフランス領コンゴの社会運動家アンドレ・マツワとする説がある。マツワは1922年、パリからブラザヴィルへと帰国する際、パリ紳士の正装で郷里に降り立ち、人々の度肝を抜いたとされる。また、1940年代から1950年代にかけてブラザヴィルの仕立て屋がパリの服をまねて服を作り、それが川向こうのベルギー領コンゴの首都レオポルドヴィルにも広がったという説もある。清潔感あふれる西洋の装いを見たコンゴの人々はそれにあこがれ、独自の美意識をそこに反映させて着用するようになった。いずれにせよ、1960年の独立後の混乱でキンシャサではこの流れは途絶え、ブラザヴィルでも一時すたれた。
しかし、サップの復活はコンゴ・キンシャサの歌手であるパパ・ウェンバの登場によることは、すべての文献で一致している。1976年に「ヴィヴァ・ラ・ムジカ」を率いてスークースの世界に変革をもたらしたウェンバは、アルマーニ、シャルル・ジョルダン、ヨージ・ヤマモト、イッセイ・ミヤケなどの一流ブランドのスーツと帽子を身に着けてステージに上がり、一世を風靡した。さらにウェンバに続く歌手たちもこのスタイルを取り入れ、そのスタイルに魅了された若者たちも同じようにブランド物の服を身に着るようになって、サップというファッションは完全に定着した。
2010年代に入っても、サップは存続している。むしろ、この頃から女性の社会進出とともに、それまで男性のサプールばかりだったイメージのサップに女性のサプーズが増えてきた。
2010年には世界報道写真展において「おしゃれで優雅な紳士協会」としてこのスタイルが紹介された。2014年12月4日には日本放送協会のTV番組『地球イチバン』において、「世界一服にお金をかける男たち」という題名でサプールが紹介された。後発開発途上国であり、度重なる戦乱により荒廃したコンゴにおいて、年収のほとんどを注ぎ込んででも華麗な服飾やエレガントな振舞いを追求する彼らの存在は、街の子供たちや庶民にとっては喝采を送るに値する英雄であり、欧米圏でもポール・スミスのように、サップ独得の美意識をファッションデザインに取り入れるなど、注目する動きが見られるという。集落の人々にとって、派手で優雅なファッションと独特のステップで歩く彼らを眺めることは、それ自体が一つの娯楽であるとともに、サプール・サプーズら自身が平和主義・紳士たることを標榜していて集落にとり彼らの存在はその生きた見本ともなっている面がある。
また同じ2010年、ギネスビールにより彼らを題材にした黒ビールのTVCM「Sapeurs」及び短編ドキュメンタリー「The Men Inside The Suits」が制作された。ニコライ・フルシーの監督でブラザヴィルを舞台に制作された同作中では、サップは互いの独自の美意識をリスペクトしあい、常に自分の美的センスを高く保つ事や平和を愛する事などの理念、時に互いの服や靴を貸し借りする事で、社会的地位、年齢の長幼、収入の多寡を超えて成立しうる概念であるなど紹介してある。
2022年、高校1年の英語教科書『APPLAUSE』（開隆堂出版）に "The Symbol of Peace" という記事が載り、紹介される。